# Cymadusa uncinata
Cymadusa uncinata är en kräftdjursart som först beskrevs av Stout 1912.  Cymadusa uncinata ingår i släktet Cymadusa och familjen Ampithoidae. Inga underarter finns listade i Catalogue of Life.